# 丸山顕徳
丸山 顕徳（まるやま あきのり、1946年9月21日 - ）は、日本の国文学者・民俗学者。学位は博士（文学）。専門は古代文学。花園大学特任教授。臨済宗東福寺派蔵主。日本国語国学研究所代表。和歌山県出身。奈良県橿原市在住。
主な研究テーマは日本の古代文学（記紀、万葉集、日本霊異記）と、沖縄や奈良の伝承文学を中心とした神話・伝説、昔話、仏教説話。

## 来歴
1977年3月に、立命館大学大学院文学研究科博士課程を単位取得満期退学した。
1979年4月に四条畷学園女子短期大学講師となり、1983年4月に助教授に昇格する。1992年4月に花園大学文学部に移り、1994年4月に教授に就任した。1995年4月に「日本霊異記説話の研究」で博士（文学）の学位を立命館大学から取得した。この間、1984年から1995年3月まで、国立民族学博物館共同研究員を兼務した。
2001年2月に東福寺藏主となる。
2012年4月に花園大学の特任教授となるとともに、日本国語国学研究所の代表に就任した。
2018年3月に花園大学を退職して名誉教授となる。

## 著書

### 単著
- 『沖縄の民話と他界観』海鳴社、1983年
- 『日本霊異記説話の研究』桜楓社、1992年
- 『沖縄民間説話の研究』勉誠社、1993年
- 『古代文学と琉球説話』三弥井書店、2005年
- 『口承神話伝説の諸相』勉誠出版、2012年

### 共編著
- 『西浅井の昔話』西浅井町、[要文献特定詳細情報]
- 『東吉野の民話』（竹原威滋と共編）東吉野村教育委員会、1992年
- 『国頭の昔話』同朋舎出版、[要文献特定詳細情報]
- 『新国語表現法』（真下厚との共編著）啓文社、1994年
- 『世界の龍の話』（竹原威滋との共編著）三弥井書店、1998年
- 『ワークブック国語表現法』、嵯峨野書院、[要文献特定詳細情報]
- 『キャリアアップ国語表現法』嵯峨野書院[2]
- 『これからの日本文学』（西端幸雄・廣田收・三浦俊介と共編著）金壽堂出版、2001年
- 『琉球の伝承を歩く-波照間島・黒島・西表島の伝説・神話』（狩俣恵一と共編）三弥井書店、2003年
- 『語りつぐ吉野の民話』金壽堂出版、2003年（新版：『語り伝える吉野の民話』2015年）
- 『世界の洪水神話 海に浮かぶ文明』（篠田知和基と共編）勉誠出版、2005年
- 『奈良伝説探訪』三弥井書店、2010年
- 『アジア遊学　古事記　環太平洋の日本神話』勉誠出版、2012年
- 『世界神話伝説大事典』（篠田知和基と共編）勉誠出版、2016
- 『大和の歴史と伝説を訪ねて』三弥井書店、2016年